# 狼厅 (电视剧)
《狼厅》（英語：Wolf Hall）是一部英国电视连续剧，2015年1月在英國廣播公司第二台播出，共分6集，改编自希拉里·曼特尔的两部虚构的传记作品《狼厅》 和《提堂》 ，记录了托马斯·克伦威尔在亨利八世宫廷的崛起、托马斯·莫尔爵士之死，以及克伦威尔成功地为国王和安妮·博林解除婚姻。
该剧取得了重大成功，获得第67屆黃金時段艾美獎的八项提名，以及第73屆金球獎的三项提名。

## 角色
- 马克·里朗斯饰演托马斯·克伦威尔[3][4]
- 达米安·路易斯饰演亨利八世[5][6]
- 克莱尔·芙伊饰演安妮·博林
- 伯纳德·希尔饰演第三代诺福克公爵托马斯·霍华德
- 安东·莱瑟饰演托马斯·莫尔
- 马克·加蒂斯饰演斯蒂芬·加迪纳
- 马修·阿马立克饰演尤斯塔什·查普伊斯
- 琼妮·威利饰演阿拉贡的凯瑟琳
- 乔纳森·普雷斯饰演托馬斯·沃爾西枢机
- 托马斯·桑斯特饰演拉菲·萨德勒
- 汤姆·赫兰德饰演格雷戈里·克伦威尔
- 哈里·勞埃德饰演哈利·珀西
- 杰西卡·雷恩饰演简·罗奇福德
- 萨斯基亚·里维斯饰演约翰·威廉森
- Charity 韦克菲尔德  饰演玛丽·博林
- 爱德华·霍尔克罗夫特饰演乔治·博林